# Coelopencyrtus kaalae
Coelopencyrtus kaalae är en stekelart som först beskrevs av William Harris Ashmead 1901.  Coelopencyrtus kaalae ingår i släktet Coelopencyrtus och familjen sköldlussteklar. Inga underarter finns listade i Catalogue of Life.